# Musica da giostra - Volume 7
Musica da giostra - Volume 7 è la settima compilation realizzata da DJ Matrix e Matt Joe, pubblicata il 19 giugno 2020. Il disco debutta in terza posizione nella classifica degli album FIMI.

## Tracce
1. Divano marittima – 2:39 (iPantellas, Giuli)
2. Sono arrivati i caramba – 2:46 (DJ Matrix, Matt Joe, Amedeo Preziosi, Parkah, DURZO)
3. Twerko sulla Techno – 2:54 (DJ Matrix, Ackeejuice Rockers, Comagatte)
4. L'Isola che non c'è – 2:54 (DJ Matrix, Alien Cut, Luca Menti)
5. Faccio la brava – 2:54 (DJ Matrix, Cristina D'Avena, Amedeo Preziosi, Matt Joe)
6. Quelli della provincia – 2:54 (DJ Matrix, Matt Joe, PAPS, Vise)
7. Alice – 2:27 (DJ Matrix, Matt Joe, Mad Fiftyone)
8. Non c'è nessuno che salta – 2:28 (Alien Cut, DJ Matrix)
9. Courmayeur – 3:14 (DJ Matrix, Carolina Marquez, Ludwig, Gabry Ponte)
10. Magia – 2:57 (DJ Matrix, Giuli)
11. Non sono bello ma spacco – 2:52 (DJ Matrix, Amedeo Preziosi, Matt Joe)
12. CR12 – 2:33 (Matt Joe)
13. Slaughter (DJ Selecta Remix) – 3:09 (DJ Matrix, DJ Selecta)
14. Tik Tok – 3:21 (Met, Street Housers, DJ Matrix)
15. Funkyzarro – 2:11 (DJ Matrix, Matt Joe, Soniko)
16. BHANGRA – 2:41 (Ottomix, Yano, DJ Matrix)
17. Daghine – 3:36 (DJ Matrix, Matt Joe, Rumatera)
18. Fury Sax – 2:37 (DJ Matrix, Visco, Kianto)
19. Batte forte sempre – 3:26 (Matt Joe, DJ Matrix)
20. Colpa dello stress – 3:04 (DJ Matrix, Matt Joe)
21. Il buio ha paura di noi – 2:08 (DJ Matrix, Giuli)

Durata totale: 59:45